# Ruslan Abbasov (piłkarz)
Ruslan Abbasov (ur. 1 czerwca 1980, Azerbejdżan) – azerski piłkarz grający na pozycji obrońcy, od lata 2011 roku występujący w klubie Turan Tovuz. W reprezentacji Azerbejdżanu zadebiutował w 2006 roku. Do tej pory rozegrał w niej trzy spotkania (stan na 07.01.2012).